# Ludwik Kmicic-Skrzyński
Ludwik Kmicic-Skrzyński (ur. 14 sierpnia?/26 sierpnia 1893 w Odessie, zm. 14 lutego 1972 w Manchesterze) – generał brygady Wojska Polskiego.

## Życiorys
Po ukończeniu gimnazjum w Tyflisie w Gruzji wyjechał do Francji, gdzie studiował w Nancy na wydziale chemicznym politechniki. W 1911 roku studiował na Politechnice w Liège, w Belgii. W 1912 roku wstąpił do Związku Strzeleckiego, zorganizował w Nancy pluton Związku Strzeleckiego i został jego dowódcą.
W 1914 roku przyjechał do Krakowa, gdzie był słuchaczem kursu oficerskiego Związku Strzeleckiego. W sierpniu 1914 roku wstąpił do Legionów Polskich.
Był członkiem tzw. „ułańskiej siódemki” – patrolu Władysława Prażmowskiego „Beliny”, który w nocy z 1 na 2 sierpnia, jako pierwszy przekroczył granicę zaboru austriackiego z zaborem rosyjskim w Kocmyrzowie i 3 sierpnia wieczorem powrócił do Krakowa, a 6 sierpnia wyruszył wraz z 1 Kompanią Kadrową do Miechowa.
Następnie pełnił funkcje: dowódcy plutonu w 1 pułku ułanów Legionów Polskich (1914–1915), dowódcy 7 kompanii w 5 pułku piechoty (od maja 1915 – do lutego 1916) i ponownie służba w 1 pułku ułanów Beliny-Prażmowskiego. Od 6 lutego do 1 kwietnia 1917 roku wykładał przedmiot „fortyfikacja” na kawaleryjskim kursie podoficerskim przy 1 pułku ułanów w Ostrołęce. W lipcu tego roku, po kryzysie przysięgowym, został internowany w obozie w Beniaminowie, gdzie przebywał do sierpnia 1918 roku.
W październiku 1918 roku został przyjęty do Wojska Polskiego i mianowany dowódcą szwadronu, a później zastępcą dowódcy 1 pułku szwoleżerów w Chełmie. Wraz z tym pułkiem uczestniczył w zdobyciu Wilna i wyprawie kijowskiej. W lipcu 1920 został dowódcą 16 pułku Ułanów Wielkopolskich na czele, którego walczył w bitwie warszawskiej, w walkach na Suwalszczyźnie, operacji nad Niemnem i w ostatniej ofensywie na Krzywicze kończącej wojnę polsko-bolszewicką. W marcu 1921 roku został skierowany na kurs dokształcający do Centralnej szkoły Kawalerii w Grudziądzu.
Od października 1921 roku do października 1924 roku w zastępstwie pełnił obowiązki dowódcy 11 pułku Ułanów Legionowych w Ciechanowie. Od października 1924 roku do października 1925 roku studiował w Wyższej Szkole Wojennej w Warszawie. W maju 1926 roku, w czasie zamachu stanu, opowiedział się po stronie Józefa Piłsudskiego. Po ukończeniu kursu został mianowany szefem sztabu 2 Dywizji Kawalerii w Warszawie. We wrześniu 1926 roku przeniesiony został do Ministerstwa Spraw Wojskowych i wyznaczony na stanowisko szefa Wydziału Ogólnego Departamentu II Kawalerii. 25 czerwca 1927 roku został przeniesiony do Korpusu Ochrony Pogranicza i przydzielony do dowództwa 5 Brygady KOP na stanowisko oficera instruktora. W dniach 21–24 marca 1928 roku w Brześciu nad Bugiem wziął udział w grze wojennej, w charakterze dowódcy 4 pułku kawalerii i jednocześnie dowódcy oddziału wydzielonego 44 Dywizji Strzelców (strona czerwona). Kierownik gry, generał dywizji Józef Rybak wystawił mu następującą opinię: „bardzo dobry, bardzo energiczny oficer Sztabu Generalnego. Kawalerzysta o dużym temperamencie i ambicji pracy. Nadaje się na samodzielne stanowisko w zakresie taktycznym i operacyjnym”.
31 maja 1927 roku wojewoda poleski zezwolił mu na zmianę nazwiska rodowego „Skrzyński” na „Skrzyński-Kmicic”.
12 marca 1929 roku został mianowany dowódcą Brygady Kawalerii „Białystok”, która z dniem 1 kwietnia 1937 roku została przemianowana na Podlaską Brygadę Kawalerii. Brygadą dowodził przez dziesięć lat i sześć miesięcy. W międzyczasie, od 10 listopada 1931 roku do 15 lipca 1932 roku był słuchaczem VI Kursu Centrum Wyższych Studiów Wojskowych.
Wraz z Podlaską Brygadą Kawalerii wziął udział w kampanii wrześniowej, początkowo w składzie Samodzielnej Grupy Operacyjnej „Narew”, a następnie Samodzielnej Grupy Operacyjnej „Polesie”. Wziął udział w bitwie pod Kockiem i 6 października 1939 roku dostał się do niewoli. W niewoli niemieckiej przebywał w Opawie, a od 24 stycznia 1942 roku w Oflagu II B Arnswalde. Następnie od połowy maja 1942 roku do kwietnia 1945 roku w Oflagu II D Gross-Born. Po opuszczeniu obozu wyjechał do Włoch i wstąpił do 2 Korpusu Polskiego.

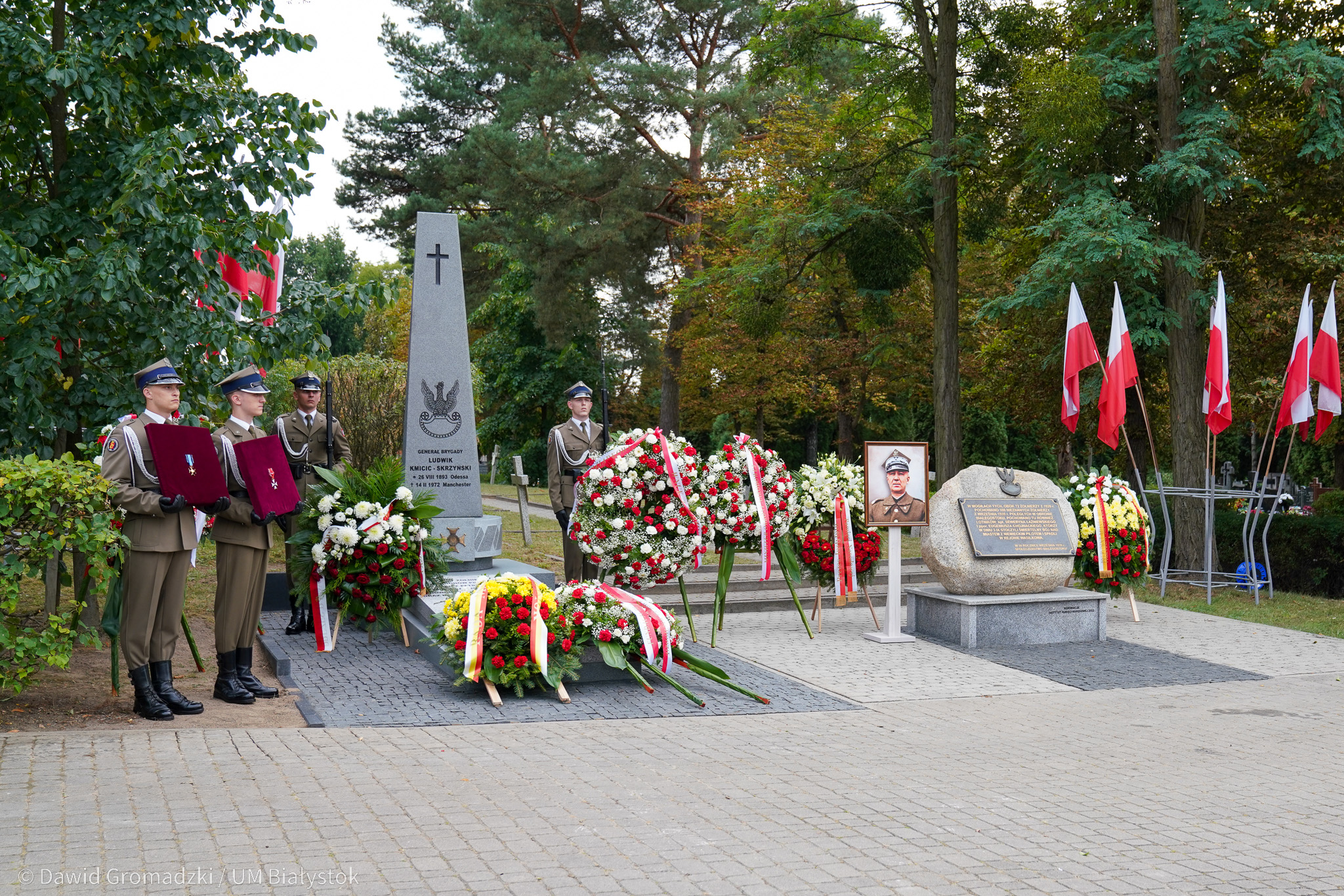
Grób Ludwika Kmicic-Skrzyńskiego na Cmentarzu Miejskim w Białymstoku

Po rozwiązaniu korpusu wyjechał do Anglii i zamieszkał w Manchesterze, gdzie pracował fizycznie jako robotnik w tamtejszych fabrykach, a następnie jako urzędnik. Niezależnie od pracy zarobkowej działał aktywnie w środowisku kawaleryjskim. Zajmował się również publicystyką dotyczącą historii kawalerii z okresu II Rzeczypospolitej. Opublikował w Londynie na łamach „Przeglądu Kawalerii i Broni Pancernej” szereg artykułów oraz swoich wspomnień i relacji z I i II wojny światowej. Zmarł w dniu 14 lutego 1972 roku w Manchesterze i został pochowany na cmentarzu Southern Cemetery. Symboliczny pochówek odbył się na Cmentarzu Wojskowym na Powązkach (kwatera A25-18-6). W 2023 r. szczątki Kmicic-Skrzyńskiego zostały ekshumowane. Następnie trumna z ciałem została przetransportowana do Polski. W 130. urodziny generała 26 sierpnia 2023 r. odbył się pogrzeb na Cmentarzu Miejskim w Białymstoku przy ul. Władysława Wysockiego 63, gdzie Ludwik Kmicic-Skrzyński spoczął obok swoich żołnierzy z 1939 r. Całe przedsięwzięcie zostało zrealizowane przez Fundację “Pomoc Polakom na Wschodzie” im. Jana Olszewskiego na zlecenie KPRM, w ramach programu “Prace renowacyjne polskich grobów w Wielkiej Brytanii oraz ekshumacje, sprowadzenie i pochówki w kraju osób zasłużonych dla Polski, w tym członków polskiego rządu emigracyjnego.”

## Awanse
- porucznik – 15 listopada 1918[1]
- kapitan – grudzień 1919[1]
- major – 3 maja 1922 zweryfikowany ze starszeństwem z dniem 1 czerwca 1919 w korpusie oficerów jazdy
- podpułkownik – 31 marca 1924[16] ze starszeństwem z dniem 1 lipca 1923 i 7. lokatą w korpusie oficerów jazdy
- pułkownik – 1 stycznia 1928 roku ze starszeństwem z dniem 1 stycznia 1928 roku i 12. lokatą w korpusie oficerów kawalerii[17]
- generał brygady – 19 marca 1938 roku został mianowany generałem brygady ze starszeństwem z dniem 19 marca 1938 roku i 9. lokatą w korpusie generałów[1]

## Ordery i odznaczenia
- Krzyż Kawalerski Orderu Virtuti Militari (Rząd RP na Obczyźnie)[18]
- Krzyż Srebrny Orderu Virtuti Militari nr 652 (za czyny pod miejscowością Mielejczyce[19]; przyznany w 1921[20])
- Krzyż Niepodległości (20 stycznia 1931)[21]
- Krzyż Oficerski Orderu Odrodzenia Polski (11 listopada 1936)[22][23]
- Krzyż Walecznych (czterokrotnie, inne źródła podają jedenastokrotnie)[24]
- Złoty Krzyż Zasługi (7 listopada 1928)[25]
- Medal Pamiątkowy za Wojnę 1918–1921[26]
- Medal Dziesięciolecia Odzyskanej Niepodległości[26]
- Odznaka za Rany i Kontuzje[26]
- Odznaka Pamiątkowa „Pierwszej Kadrowej”[27]
- Odznaka „Za wierną służbę”[24]
- Odznaka Oficerów Dyplomowanych[24]
- Krzyż Oficerski Orderu Gwiazdy Rumunii (Rumunia)